# Ploceus cucullatus

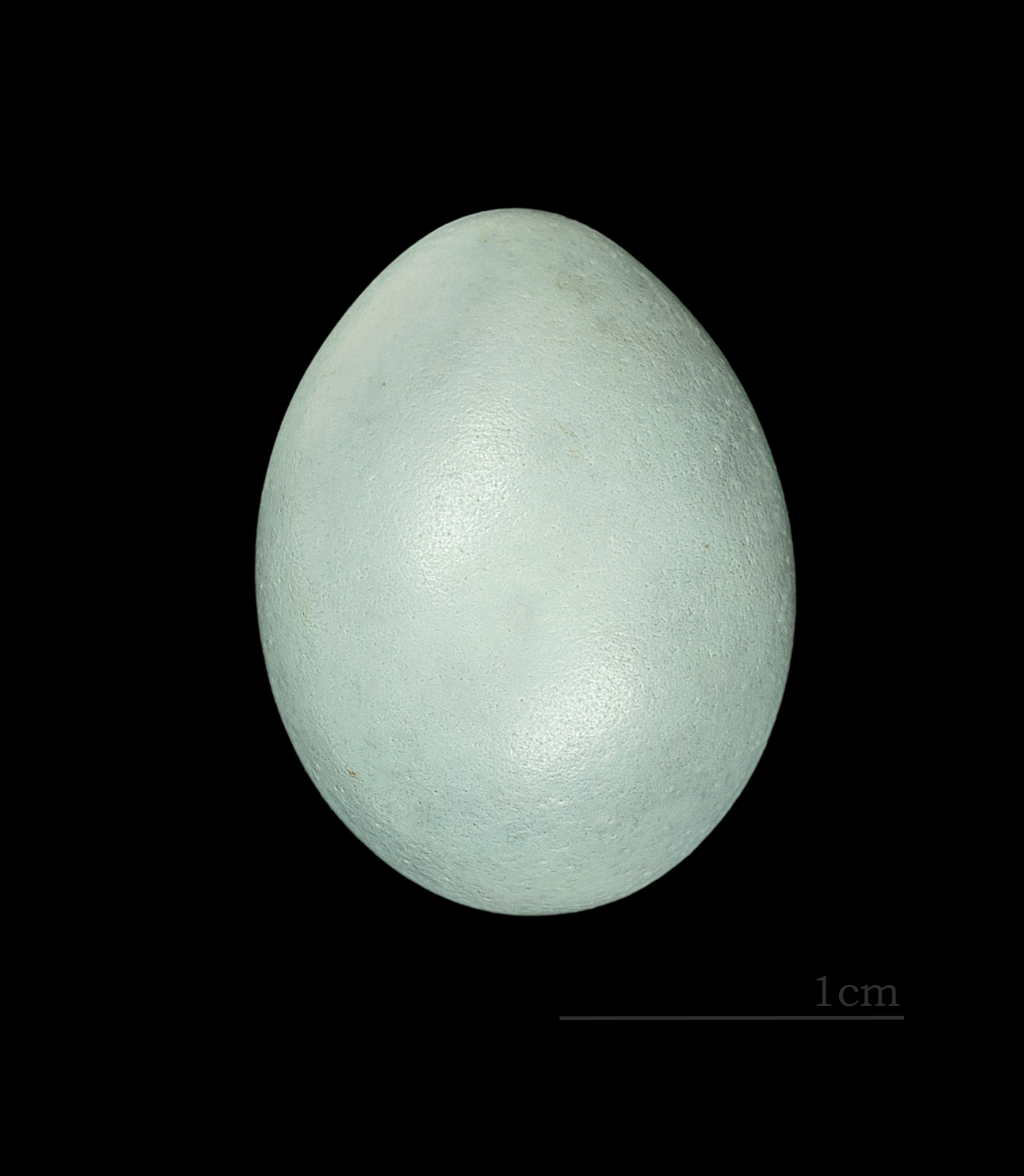
Ploceus cucullatus

Ploceus cucullatus hay chim rồng rộc đầu đen là một loài chim trong họ Ploceidae.Loài này được tìm thấy ở phần lớn châu Phi cận Sahara. Loài này cũng đã được du nhập tới Hispaniola, Mauritius và Réunion.
Loài chim thường có nhiều này xuất hiện trong một loạt các môi trường sống mở hoặc bán mở, bao gồm cả rừng và nơi ở của con người, và thường hình thành các quần thể ồn ào lớn trong thị trấn, làng mạc và khách sạn. Chúng xây tổ thô lớn làm bằng các dải cỏ và lá với lối vào hướng xuống được treo lơ lửng trên cành cây. Mỗi tổ có 2 đến ba quả trứng. Loài này chủ yếu ăn hạt và ngũ cốc, và có thể là một loại sâu hại cây trồng, nhưng nó sẽ dễ dàng bắt côn trùng, đặc biệt là khi nuôi con non, điều này phần nào khắc phục thiệt hại cho nông nghiệp. Các cuộc gọi của loài chim này bao gồm tiếng vo vo và nói chuyện phiếm.